# 幅下 (名古屋市)
幅下（はばした）は、愛知県名古屋市西区の地名。現行行政地名は幅下一丁目および幅下二丁目がある。住居表示実施。

## 地理
名古屋市西区南東部に位置する。東は中区、西は新道一丁目および同二丁目、南は那古野一丁目、北は浅間一丁目・城西一丁目に接する。

## 歴史

### 町名の由来
熱田台地上に造成された上町に対して、巾下と称した地域であることに由来するという。

### 沿革
- 1981年（昭和56年）8月23日 - 西区幅下一丁目が同区堀詰町・南鷹匠町・小舟町・塩町・浅間町・外田町・北駅町・六句町の各一部により、同幅下二丁目が比米町の全域および裏塩町・井桁町・五条町・小舟町・塩町・隅田町・堀詰町・藪下町・六句町の各一部によりそれぞれ成立する[1]。

## 世帯数と人口
2019年（平成31年）2月1日現在の世帯数と人口は以下の通りである。
| 丁目       | 世帯数    | 人口    |
| ---------- | --------- | ------- |
| 幅下一丁目 | 739世帯   | 1,148人 |
| 幅下二丁目 | 691世帯   | 1,259人 |
| 計         | 1,430世帯 | 2,407人 |

### 人口の変遷
国勢調査による人口の推移
| 1995年（平成7年）  | 2,139人 | [ WEB 6 ]  |  |
| 2000年（平成12年） | 2,025人 | [ WEB 7 ]  |  |
| 2005年（平成17年） | 2,005人 | [ WEB 8 ]  |  |
| 2010年（平成22年） | 2,245人 | [ WEB 9 ]  |  |
| 2015年（平成27年） | 2,366人 | [ WEB 10 ] |  |

## 学区
市立小・中学校に通う場合、学校等は以下の通りとなる。また、公立高等学校に通う場合の学区は以下の通りとなる。
| 丁目       | 番・番地等 | 小学校                 | 中学校               | 高等学校 |
| ---------- | ---------- | ---------------------- | -------------------- | -------- |
| 幅下一丁目 | 全域       | 名古屋市立なごや小学校 | 名古屋市立菊井中学校 | 尾張学区 |
| 幅下二丁目 | 全域       | 名古屋市立なごや小学校 | 名古屋市立菊井中学校 | 尾張学区 |

## 交通
- 国道22号[3]
- 愛知県道200号名古屋甚目寺線[3]（外堀通）
- 名古屋市道江川線[3]

## 施設

### 幅下一丁目
- 名古屋市立なごや小学校
- 浄土宗貞養寺[2]
- サンゲツ本社
- 幅下公園
- 八百彦本店
- 幅下コミュニティセンター

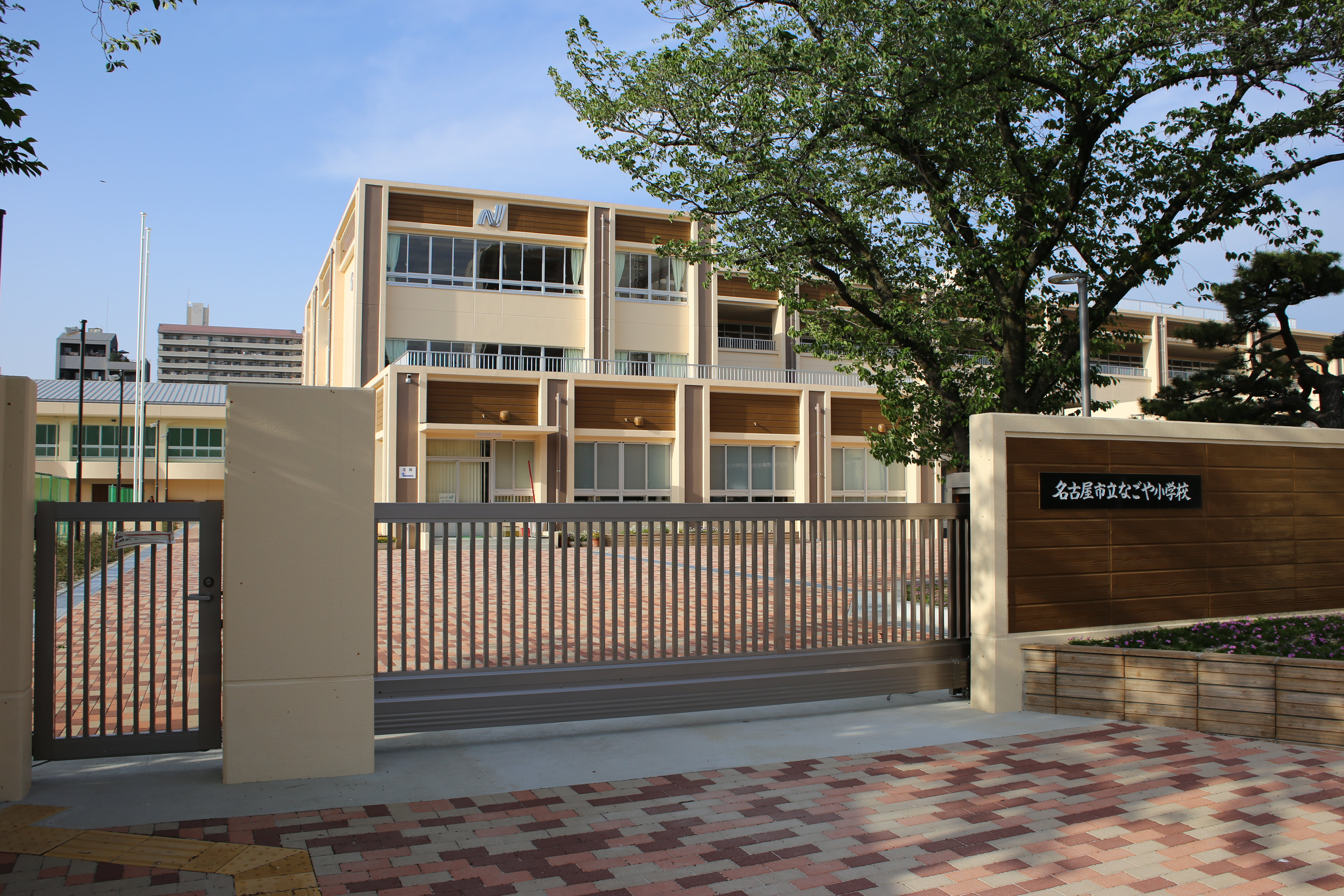
名古屋市立なごや小学校（2017年5月）
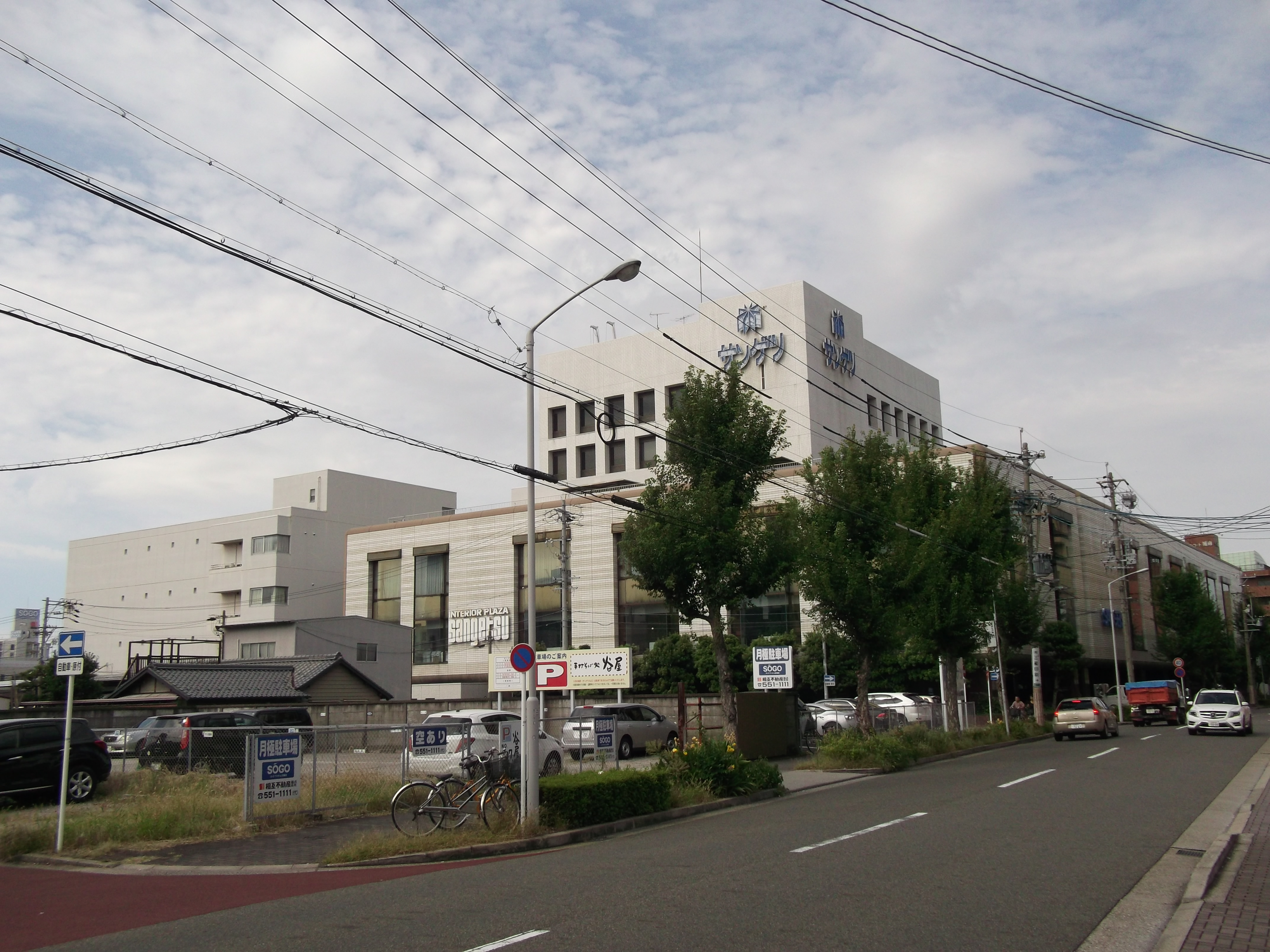
サンゲツ本社（2014年9月）

### 幅下二丁目
- 景雲橋郵便局[2]
- 須佐之男社[2]
- 迦具土社[2]
- 中央菓子卸売市場
- みゆき公園

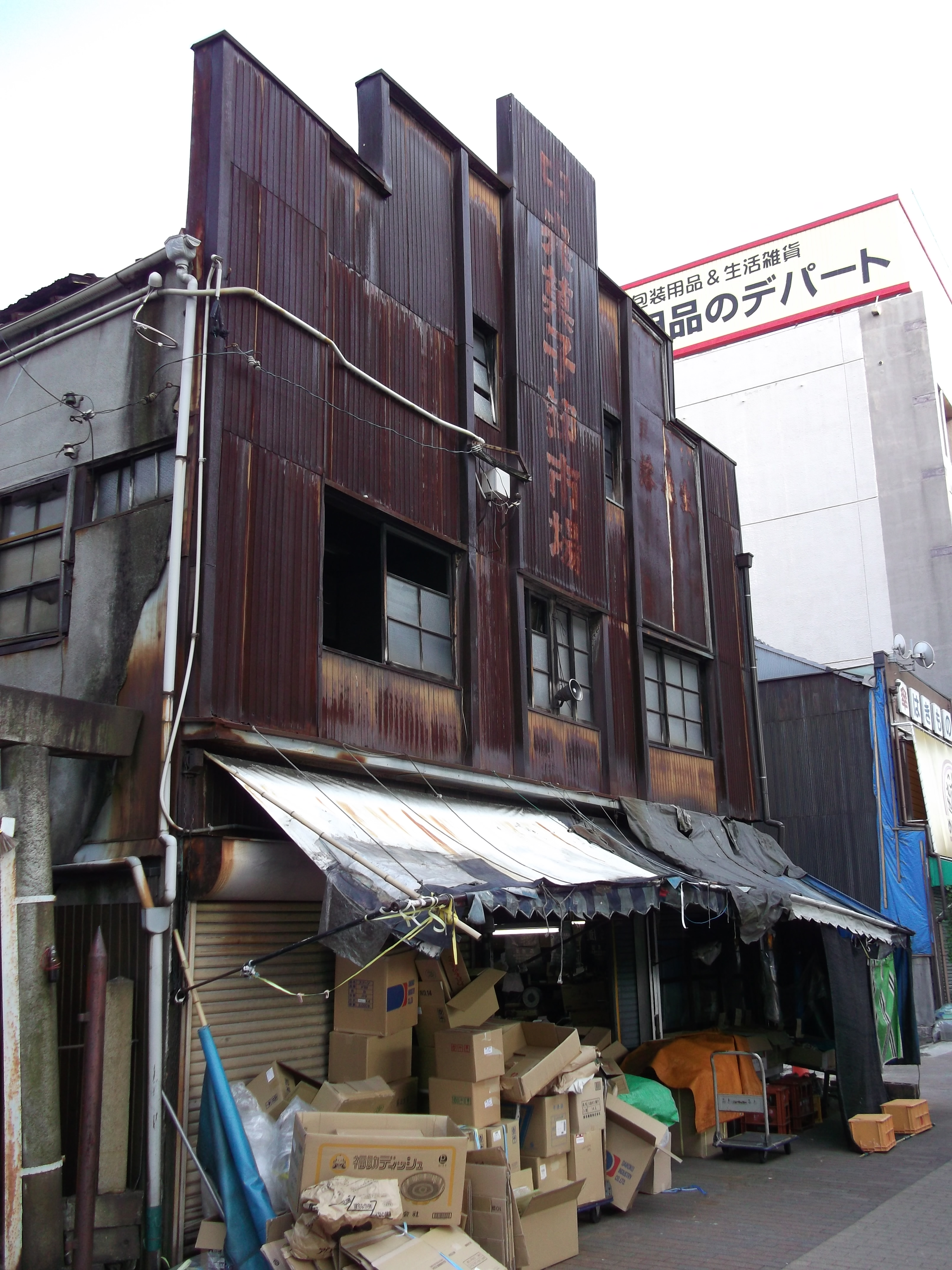
中央菓子卸売市場（2013年8月）

## 史跡
- 巾下学問所跡

蟹養斎が1748年（延享5年）に尾張藩の公許により、巾下御門御作事屋敷内に設置した学問所。1749年（寛延2年）に藩主徳川宗勝より「明倫堂」の扁額を賜ったのちは「明倫堂」（巾下明倫堂）と称された。蟹養斎による経営が行き詰まり、藩に支援を要求すると、それを理由に立ち退きを命ぜられ、1751年（宝暦元年）廃止に至ったとされる。ただしその後も学問所としては存続し、藩校代わりに利用された。1783年（天明3年）、尾張藩の藩校が成立すると、「明倫堂」の扁額とともに明倫堂の名称は召し上げられ、巾下学問所の旧名に復したという。

## その他

### 日本郵便
- 郵便番号 : 451-0041[WEB 3]（集配局：名古屋西郵便局[WEB 13]）。

### WEB
1. 1 2  “愛知県名古屋市の町丁・字一覧”.   人口統計ラボ. 2017年4月8日閲覧。
2. 1 2  “町・丁目(大字)別、年齢(10歳階級)別公簿人口(全市・区別)”.   名古屋市 (2019年2月20日). 2019年3月10日閲覧。
3. 1 2  “郵便番号”.  日本郵便. 2019年3月10日閲覧。
4. ↑  “市外局番の一覧”.   総務省. 2019年1月6日閲覧。
5. ↑  名古屋市役所市民経済局地域振興部住民課町名表示係 (2015年10月21日). “西区の町名一覧”.   名古屋市. 2017年8月7日閲覧。
6. ↑  総務省統計局 (2014年3月28日). “平成7年国勢調査の調査結果(e-Stat) - 男女別人口及び世帯数 －町丁・字等” (CSV). 2019年4月27日閲覧。
7. ↑  総務省統計局 (2014年5月30日). “平成12年国勢調査の調査結果(e-Stat) - 男女別人口及び世帯数 －町丁・字等” (CSV). 2019年4月27日閲覧。
8. ↑  総務省統計局 (2014年6月27日). “平成17年国勢調査の調査結果(e-Stat) - 男女別人口及び世帯数 －町丁・字等” (CSV). 2019年4月27日閲覧。
9. ↑  総務省統計局 (2012年1月20日). “平成22年国勢調査の調査結果(e-Stat) - 男女別人口及び世帯数 －町丁・字等” (CSV). 2019年4月27日閲覧。
10. ↑  総務省統計局 (2017年1月27日). “平成27年国勢調査の調査結果(e-Stat) - 男女別人口及び世帯数 －町丁・字等” (CSV). 2019年4月27日閲覧。
11. ↑  “市立小・中学校の通学区域一覧”.   名古屋市 (2018年11月10日). 2019年1月14日閲覧。
12. ↑  “平成29年度以降の愛知県公立高等学校（全日制課程）入学者選抜における通学区域並びに群及びグループ分け案について”.   愛知県教育委員会 (2015年2月16日). 2019年1月14日閲覧。
13. ↑  郵便番号簿 平成29年度版 - 日本郵便. 2019年03月10日閲覧 (PDF)

### 書籍
1. 1 2  名古屋市計画局 1992, p. 755.
2. 1 2 3 4 5 6  「角川日本地名大辞典」編纂委員会 1989, p. 1508.
3. 1 2 3 4  名古屋市計画局 1992, p. 233.
4. 1 2 3 4 5  名古屋市教育委員会 1991, p. 220.